# Плавні (металургія)
Плавні — у давній металургії — речовини, що додаються до руди як при її випробовуваннях, так і при її плавці. Сприяють виплавленню металу з руди, зменшують втрати металу при плавці. Термін широко застосовувався в середні віки.
Наводимо уривок з праці Георга Агріколи De Re Metallica (1556 р.), який саме присвячений опису «плавнів» та їх різновидам часів пізнього Середньовіччя:
| У цих домішуваних до руди речовинах (плавнях - ред.) спостерігається велика плавна (розплавлювальна) сила, але, як ми переконуємося, не всі вони володіють нею однаковою мірою і ті або інші з них виявляють при тому різні і складні властивості. Так, коли ми плавимо змішані з цими речовинами руди в пробірній або плавильній печі, деякі з них, найбільш легкоплавкі, сприяють також і більш легкому розплавленню руд. Інші сильно розігрівають руду або проникають в неї, значною мірою полегшуючи вогневе очищення металів від всякого роду нечистот і сприя-ючи змішуванню розплавленої руди зі свинцем, а також певною мірою оберігають від за-надто сильної дії вогню такі руди, метали яких вогонь або просто знищує, або виносить з димом з печі в повітря. Деякі ж з них вбирають в себе метали. До першого роду таких домішок відносяться зернистий свинець і свинець, перетворе-ний дією вогню в золу, свинцевий сурик, масикот, глет, свинцевий блиск, блейштейн, мідь і саме палена мідь або мідь у вигляді пластинок або тирси, шлаки золота, срібла, свинцю ( товчених ), скло і скляний шлак, селітра, варені галун, шевський купорос, сіль варена або плавлена , кам'яні породи, які легко плавляться в розпечених печах, вилучений з таких розплавлених кам'яних порід пісок, м'який туф і деякі білі сланці. З усіх цих домі-шок свинець та його зола, свинцевий сурик, свинцева вохра ( масикот ), срібна піна ( глет ) корисніше для легкоплавких руд, свинцевий блиск - для тугоплавких, блейштейн - для ще більш тугоплавких. До другого роду цих речовин відносяться залізна окалина, залізний шлак, штучна сіль, винний камінь від вина або від оцту і осад від рідин, що відокремлюють золото від срібла. Ці осади і штучна сіль мають властивість проникати в руди: значною мірою - винний камінь від вина, в ще більшій - від оцту і найбільшою - осади від рідин, що відокремлюють золото від срібла Що ж до залізної окалини і залізного шлаку, то вони мають властивість сильно розігрівати руди, так як самі вони плавляться повільніше. До третього роду цих речовин належить пірит (сірчаний колчедан), виплавлені з нього штейни, скляна піна, сіль, залізо, його окалина, тирса і шлаки, шевський купорос (залізний купорос), пісок від легкоплавких кам'яних порід, розплавлених на вогні, туф. З них насамперед пірит і його штейни поглинають метали, що містяться у випробуваних на вогні рудах, і таким чином оберігають їх від знищення вогнем. До четвертого роду цих речовин належить свинець і мідь, так само як і споріднені до них речовини. Таким чином, з плавнів деякі є природними, інші знаходяться серед шлаків, решта - речовини, очищені від шлаків. |